# Edward Williams
Edward Gordon Williams (Honiton, 20 luglio 1888 – Béthune, 12 agosto 1915) è stato un canottiere britannico.

## Biografia
Ha vinto la medaglia di bronzo olimpica nel canottaggio alle Olimpiadi 1908 tenutesi a Londra, nella gara di Otto maschile con Frank Jerwood, Eric Powell, Oswald Carver, Henry Goldsmith, Harold Kitching, John Burn, Douglas Stuart e Richard Boyle, a pari merito con la squadra canadese.